# Les Confidences érotiques d'un lit trop accueillant
Pour plus de détails, voir Fiche technique et Distribution.
Les Confidences érotiques d'un lit trop accueillant est un film français de Michel Lemoine sorti en 1973.

## Synopsis
Dominique retrouve par hasard Jean-Louis, son ancien petit ami et l'invite à venir prendre un verre chez elle.
Un lit de forme ronde excite la curiosité de celui-ci. Dominique se fait un devoir, et un plaisir, de lui conter le parcours de ce lit et les histoires d'amour et de sexe qui lui sont attachées.

## Fiche technique
- Titre : Les Confidences érotiques d'un lit trop accueillant[1]
- Réalisation : Michel Lemoine
- Scénario : Michel Lemoine
- Photographie : Philippe Théaudière • Gilbert Breaux
- Montage : Bob Wade • Geneviève Letellier • Marie-Claude Fortis
- Assistant réalisateur : Yves Ellena
- Script : Michèle Aragon
- Régie : Maxime Jean
- Musique : Guy Bonnet
- Maquillage : Genevieve Monteilh
- Son : Raymond Saint-Martin
- Mixage : Jacques Jullian
- Producteurs : André Cohen • Marcel Sébaoun • Louis Duchesne • Eugène Lépicier
- Sociétés de production : Cosefa • ROC • Filmel • SNETC
- Société de distribution : Coline Distribution
- Pays :  France
- Langue originale : français
- Format : couleur 35 mm
- Genre : érotique • comédie
- Durée : 78 minutes
- Date de sortie : 
  -  France : 13 septembre 1973
- Interdiction aux moins de 18 ans à sa sortie en salles en France[2].
- Autres titres connus
  -  France : Les Frôleuses
  -  France : Les Mésaventures d'un lit trop accueillant

## Distribution
- Olga Georges-Picot : Dominique
- Michel Le Royer : Jean-Louis
- Alain Venisse : Gérard, le brocanteur

1re histoire
- Olga Georges-Picot : Dominique
- Martine Azencot : Irène, l'amie de Dominique
- Nadège Monceau : Nadège, l'amie d'Irène
- Michel Lemoine : Le mari de Nadège

2e histoire
- Jean Guélis : Le professeur de danse
- Émilie Mathis : L'élève danseuse

3e histoire
- Marie-Hélène Règne : Maude, La prostituée
- Sacha Briquet : Robert, le client
- Jacques Bernard : Charles, l'ami dévoué
- Chantal Arondel : une fille au bar
- Évelyne Bérard : une fille au bar

4e histoire
- Bruno Devoldère : Philippe, le jeune homme
- Marie-Georges Pascal : Noëlle, la jeune fille
- Monique Vita : la compagne de M. Lambert
- Jean-Pierre Malinvaud : M. Paul Lambert
- Magda Mundari : l'hôtesse d'accueil de l'hôtel
- Danielle Duvivier : la patronne de l'hôtel
- Eliezer Mellul : l'ami de Philippe

5e histoire
- Janine Reynaud : La femme du « parrain »
- Jacques Insermini : Maurice, le « parrain »
- Bunny Godillot : La nouvelle maîtresse
- Charly Déles : Fred
- Béatrice Illido : La masseuse
- Patrick Gomez : Patrick, le coiffeur
- César Torrès : Le garde du corps de Maurice

6e histoire
- Nathalie Zeiger : La fille au balcon
- Georges Guéret : Le passant piégé
- Philippe Dumont : Le faux frère

7e histoire
- Anne Libert : Sophie, l'invitée
- Gene Sand : Daniel
- Daniel Sismondi : Stéphane

## Éditions en vidéo
- 2007 : Édition DVD - Editeur : KVP - Coffret : Les Classiques de l'érotisme - Michel Lemoine (avec Les Désaxées, Les Chiennes et Jeunes Filles en extase) - mention : accord parental
- 2010 : Édition DVD - Editeur : KVP - Sortie le 15/09/2010  - Titre : Les Confidences Érotiques D'un Lit Trop Accueillant - mention : accord parental